# حسن المصري (ممثل لبناني)
حسن المصري (14 مارس 1980) هو ممثل وممثل صوت لبناني.

## فيلموغرافيا

### تلفاز
| السنة | العنوان             | الدور   | ملاحظات |
| ----- | ------------------- | ------- | ------- |
|       | عز الدين القسام     |         | صوت فقط |
| 1997  | نساء في العاصفة     |         |         |
| 2000  | سكرتيرة بابا        |         |         |
| 2011  | الغالبون            | إبراهيم |         |
| 2015  | العراب - نادي الشرق | نادر    |         |

### أدوار الدبلجة
- أبطال التايتنز إنطلقوا! - أصوات إضافية (نسخة كرتون نتورك بالعربية)
- مغامرة غامبول الرائع - سيد سمول (الصوت الأول)، لاري (الصوت الأول) (نسخة إم بي سي 3)
- باغز: إنتاج لوني تونز
- عالم غامبول المدهش - أصوات إضافية (نسخة كرتون نتورك العربية)
- سونيك بوم - أوربوت (الصوت الثاني)، دايف (الصوت الثاني)[1]
- فتيات القوة - الراوي
- فتيات القوة (مسلسل تلفزيوني 2016) - الراوي
- ليغو فرسان نكسو - أرون، هيرب هيربرتسون
- يوسف الصديق - يهوذا، أبوبيس
- بانيكولا - قط تشاستر
- فتيان قبل الزهور ـ غو جون بيو
- قناص المدينة ـ لي يونغ سونغ
- الذوق الخاص ـ جين هو
- الورثة ـ كيم تان

## روابط خارجية
- حسن المصري على موقع IMDb (الإنجليزية)